# Kömörő
Kömörő község az Észak-Alföldi régióban, Szabolcs-Szatmár-Bereg vármegyében, a Fehérgyarmati járásban.

## Fekvése
Az Alföldön, Szatmárban, Szabolcs-Szatmár-Bereg vármegye keleti részén, a Szamosközben fekvő település.
A megyeszékhely, Nyíregyháza kb. 75 km, Fehérgyarmat 9 km, Penyige 5 km, Túristvándi 5 km, Kölcse 13 km, Tiszabecs 21 km, Mánd 8,5 km, Tunyogmatolcs 14 km távolságra található.

### Megközelítése
Közúton a 491-es főútról Penyigénél Túristvándi felé letérve, egy mellékúton érhető el.
A közúti tömegközlekedést a Volánbusz autóbuszai végzik.
Vasútvonal nem érinti a települést. A legközelebbi vasútállomás a MÁV 113-as számú, Nyíregyháza–Mátészalka–Zajta vonalán Penyige vasútállomása, amely a településtől kb. 5 km-re található.

## Története
Kömörő nevét az oklevelek 1344-ben említik először, Kemerew néven. 1300-as évek elején a Kömörey család volt birtokosa. 1344-ben I. Lajos király a Kölcseyeknek tett új adományt a településre.
1481-ben a Kömörey család tagjai közül Kömörey Mihályné és leányai ismét részt kapnak benne.
1496-ban Ujhelyi László és Szepessy Lászlóné voltak a település birtokosai. 1518-ban Werbőczy István volt itt birtokos, aki részét elcseréli Perényi Istvánnal.1544-ben Muchey Pál, Nagyváthy János és Rácz Miklós voltak itt birtokosok.
1561-ben Fekete Kelemenffy János, 1638-ban Szuhay Gáspár és Máté, Becsky László özvegye, és Mosdóssy Imre voltak birtokosai.
1655-ben Perényi Zsigmondné, 1668-ban Melith Klára, Albisi Zólyomi Miklósné is birtokosaiként vannak feltüntetve.
A 18. században még a Kölcseyeké, de később egészen a Kende családé lett.
A 19. század végén urai a Kende, gróf Rhédey, Czerjék, Ilosvay és Szűcs családok voltak.
A 20. század elején Kende Zsigmond a nagyobb birtokosa.

## Közélete

### Polgármesterei
- 1990–1994: Juhász Ferencné (független)[3][4]
- 1994–1998: Juhász Ferencné (független)[5][6]
- 1998–2002: Juhász Ferencné (független)[7][8]
- 2002–2003: Juhász Ferencné (független)[9][10]
- 2003–2006: Juhász András (független)[11][12]
- 2006–2010: Juhász András (független)[13][14]
- 2010–2014: Juhász András (Fidesz–KDNP)[15]
- 2014–2019: Juhász András (Fidesz–KDNP)[16][17]
- 2019–2024: Karmacsi László Attiláné (független)[18]
- 2024– : Nagy Zoltán (független)[1]

A településen 2003. november 15-én időközi polgármester-választást tartottak, az előző polgármester lemondása miatt.

## Népesség
A település népességének változása:
| Lakosok száma | 569  | 558  | 571  | 589  | 498  | 500  | 485  |
|               | 2013 | 2014 | 2015 | 2021 | 2022 | 2023 | 2024 |

2001-ben a település lakosságának 94%-a magyar, 6%-a cigány nemzetiségűnek vallotta magát.
A 2011-es népszámlálás során a lakosok 93,1%-a magyarnak, 11,9% cigánynak mondta magát (6,9% nem nyilatkozott; a kettős identitások miatt a végösszeg nagyobb lehet 100%-nál). A vallási megoszlás a következő volt: római katolikus 3,2%, református 83,7%, görögkatolikus 1,9%, felekezeten kívüli 1,9% (8,9% nem válaszolt).
2022-ben a lakosság 91,6%-a vallotta magát magyarnak, 13,1% cigánynak, 0,2% ukránnak, 0,4% egyéb, nem hazai nemzetiségűnek (8,4% nem nyilatkozott; a kettős identitások miatt a végösszeg nagyobb lehet 100%-nál). Vallásuk szerint 2,4% volt római katolikus, 67,1% református, 3% görög katolikus, 0,2% egyéb keresztény, 6,6% felekezeten kívüli (20,3% nem válaszolt).

## Vallás
A 2001-es népszámlálás adatai alapján a település lakosainak többsége, mintegy 90%-a református vallású. Római katolikus kb. 5%, görögkatolikus kb. 2,5%, és nem tartozik felekezethez vagy egyházhoz, illetve nem válaszolt kb. 2,5%.
2011-ben a vallási megoszlás a következő volt: római katolikus 3,2%, református 83,7%, görögkatolikus 1,9%, felekezeten kívüli 1,9% (8,9% nem válaszolt).

### Református egyház
A Tiszántúli Református Egyházkerület (püspökség) Szatmári Református Egyházmegyéjéhez (esperesség) tartozik, mint önálló anyaegyházközség.

### Evangélikus egyház
Az Északi Evangélikus Egyházkerület (püspökség) Hajdú-Szabolcsi Egyházmegyéjében (esperesség) lévő Kölcsei Evangélikus Egyházközséghez tartozik, mint szórvány.

## Természeti értékek
- Kömörői-erdő: Országos védettséget élvez, a Szatmár-beregi Tájvédelmi Körzet része. Tölgy, szil, lucfenyős és kőrises erdőrészei különleges értékűek.

## Nevezetességei
- Református templom: 1792-ben épült, késő barokk stílusban. Tornyát 1842-ben emelték, romantikus stílusban.

## Rendezvények
- Gömböc-fesztivál
- Falunap: minden év pünkösd vasárnapján